# Szumowo (obwód czelabiński)
Szumowo (ros. Шумово) – wieś (sieło) w Rosji, w obwodzie czelabińskim, w rejonie krasnoarmiejskim. W 2010 liczyła 963 mieszkańców.